# Parafia Świętej Rodziny w Łodzi (rzymskokatolicka)
Parafia pw. Świętej Rodziny w Łodzi – rzymskokatolicka parafia  położona w zachodniej części Łodzi, na osiedlu Retkinia, wchodząca w skład dekanatu Łódź-Retkinia-Ruda archidiecezji łódzkiej.
Parafia została erygowana 29 września 1989 przez biskupa Władysława Ziółka, ordynariusza diecezji łódzkiej.
Powstała poprzez wydzielenie części obszaru parafii Najświętszego Serca Jezusowego. Obecnie obejmuje ona fragment osiedla Retkinia-Północ.
Nabożeństwa odbywają się w tymczasowej kaplicy zbudowanej w 1991. Obok kaplicy trwa budowa nowego kościoła parafialnego.

## Proboszczowie
- ks. dr Henryk Eliasz (28 września 1989 – 24 sierpnia 1991)
- ks. kan. Czesław Duk (24 sierpnia 1991 – 2012)
- ks. Tadeusz Słobodziński (1 lipca 2012 – 30 czerwca 2013)
- ks. Bogusław Jargan (1 lipca 2013 – 18 sierpnia 2023)
- ks. Ireneusz Węgrzyn (od 19 sierpnia 2023)